# Christer Nylander
Lars Christer Stefan Nylander, född 3 oktober 1968 i Norra Åsums församling i Kristianstad, är en svensk politiker (liberal). Han var ordinarie riksdagsledamot 2002–2022, invald för Skåne läns norra och östra valkrets. Han var Liberalernas gruppledare från 2016 till 2019. Nylander kom in i riksdagen första gången som ersättare 2000. Han var ordförande i kulturutskottet 2018–2022, och var även vice ordförande där 2009–2013. Nylander var 2007–2009 ledamot och 2014–2018 vice ordförande i utbildningsutskottet, och 2002–2007 ledamot av finansutskottet.
Nylander var ordförande i den kommitté som tog fram Folkpartiets partiprogram Frihet i globaliseringens tid. Programmet antogs på landsmötet 2013, då Nylander också valdes in i partistyrelsen. 2017–2021 var han partiets andre vice ordförande.
Nylander lämnade riksdagen i samband med valet 2022. Han är ordförande i Bonus Copyright Access, Svenska Barnboksinstitutet, Ohlininstitutet och Stiftelsen Ingmar Bergman. Han utreder  folkbildningen på regeringens uppdrag.